# Marguerite Soemmering
Marguerite Soemmering, née Grunelius (1768-1802) est une artiste peintre allemande, miniaturiste et pastelliste, née à Francfort en 1768 et morte en 1802. 
Marguerite Grunelius appartenait au milieu des grands négociants et banquiers de Francfort où son frère André Grunelius (de) était actif en cette profession.
Elle épousa en 1792 le savant Samuel Thomas von Soemmering, qui était à l'époque doyen de la faculté de médecine de l'Université de Mayence. Le couple s'établit à Francfort trois ans plus tard.

## Œuvres
- Portrait en miniature de Suzette Gontard célébrée par Friedrich Hölderlin.

## Formation
Élève d'Élisabeth Coengten et de Johann Gottlieb Prestel elle fut active comme portraitiste et copiste, travaillant en miniature et utilisant l'aquarelle et l'huile. Elle a également produit des gravures d'après les œuvres Francesco Bartolozzi et Johann Heinrich Wilhelm Tischbein.

## Pages liées
- Friedrich Hölderlin
- Suzette Gontard